# Beas de Segura
Beas de Segura település Spanyolországban, Jaén tartományban. Beas de Segura Segura de la Sierra, Hornos, Sorihuela del Guadalimar, Villanueva del Arzobispo, Chiclana de Segura, Arroyo del Ojanco, Puente de Génave, La Puerta de Segura és Orcera községekkel határos. Lakosainak száma 4968 fő (2024).

## Népesség
A település népessége az elmúlt években az alábbi módon változott:
| Lakosok száma | 8061 | 5477 | 5571 | 5591 | 5804 | 5542 | 5275 | 5130 | 5112 | 4968 |
|               | 2001 | 2004 | 2007 | 2009 | 2012 | 2014 | 2017 | 2019 | 2022 | 2024 |